# Almost Japanese
株式会社Almost Japanese（オールモストジャパニーズ）は、東京都新宿区に本社を置く日本のタレントエージェンシー、芸能事務所である。

## 概要
- 株式会社Almost Japaneseは「ほとんど日本人」つまり「Almost Japanese」なタレントを中心にダイバーシティー、SDGs、サステナブルなどのキーワードを持った多様性に富んだ人材をマネジメント/キャスティングしている会社。Almost Japaneseは、国籍、性別、障害などの世の中のカテゴライズを減らし「Almost」な社会になっていくことを目指している。
- 主な業務は外国人・ハーフタレント、モデル、インフルエンサー（YouTuber、TikToker、Instagramer等）のマネジメント業とキャスティング業、マーケティング、プロモーション、コンテンツ制作、商品開発。
- 所属外国人タレントは、日本在住で、日本語が堪能、バイリンガルやトリリンガルが多く、個性豊かな肩書きを持っていることが特徴的。
- 所属タレントは小原ブラス、中庭アレクサンドラ、小松原組等。

## 事業内容
- マネジメント事業
- キャスティング業
- インバウンド事業
- マーケティング事業
- プロモーション事業
- 商品企画、開発事業
- 広告の企画、制作のクリエイティブ事業
- イベントの企画、運営事業

## 所属タレント等
- 小原ブラス
- 中庭アレクサンドラ
- 小松原組
- 小松原美里
- 小松原尊
- あしや
- サーシャ
- 若林佑真
- TWINSゴ
- アウファ
- ヤナ
- ミスターヤバタン（業務提携）